# Willi Waike
Willi Waike (* 20. Januar 1938 in Rühle, jetzt ein Ortsteil von Bodenwerder; † 23. Juni 2024 in Bad Pyrmont) war ein deutscher SPD-Politiker. Er war von 1996 bis 1998 niedersächsischer Finanzminister. Waike war verheiratet und Vater zweier Kinder.

## Beruflicher Werdegang
Willi Waike besuchte eine Realschule in Holzminden. Nach dem Abschluss absolvierte er eine Lehre als Anwaltsgehilfe. Er arbeitete zunächst als Bürovorsteher in einer Anwaltskanzlei in Bielefeld. Von 1960 bis 1961 leistete er Wehrdienst. Anschließend wurde er von 1961 bis 1965 Angestellter des Landkreises Holzminden, 1966 wurde er in das Beamtenverhältnis übernommen. Von 1978 bis 1982 war er Leiter der Kämmerei und der Kommunalaufsicht und ab 1980 auch allgemeiner Vertreter des Oberkreisdirektors.

## Politischer Werdegang
Willi Waike trat 1961 in die SPD ein. Von 1964 bis 1973 gehörte er dem Rat Rühles an. Er wurde dort stellvertretender Bürgermeister, stellvertretender Gemeindedirektor, und er übernahm den Fraktionsvorsitz der SPD im Rat der Gemeinde Rühle. Vom 21. Juni 1982 bis 20. Juni 1994 war er Mitglied des Niedersächsischen Landtages (10. bis 12. Wahlperiode) und von 1986 bis 1994 Mitglied des Holzmindener Kreistages. Er war SPD-Obmann im Untersuchungsausschuss um den Geheimdienstagenten Werner Mauss und des Celler Lochs.  Waike plante für 1994 seinen Rückzug aus der Politik, übernahm aber nach der Landtagswahl die Leitung der Niedersächsischen Staatskanzlei im Rang eines Ministers und war von 1996 bis 1998 niedersächsischer Finanzminister. Sein Vorgänger als Finanzminister war Hinrich Swieter, sein Nachfolger Heinrich Aller.